# Forte do Negrito

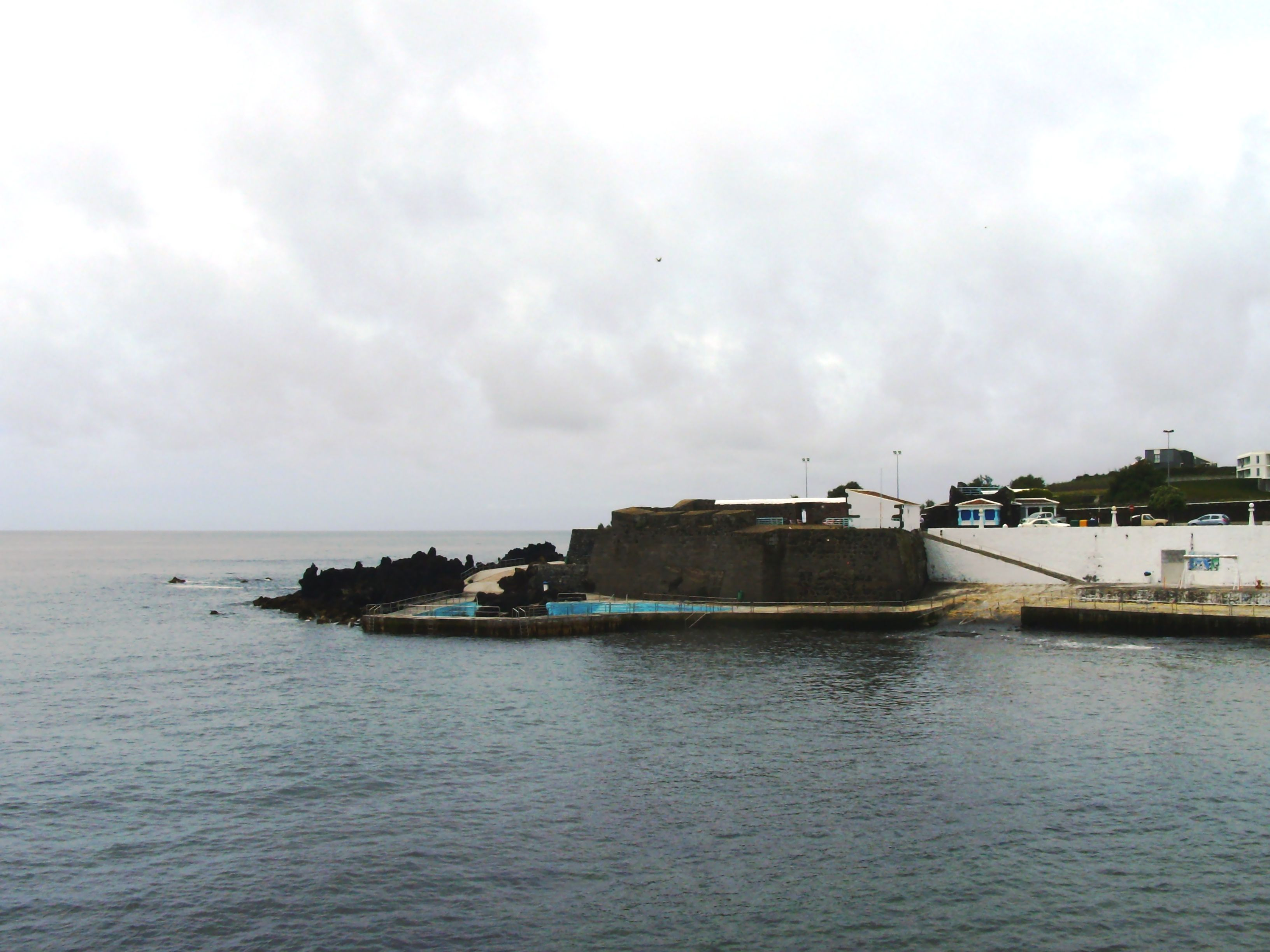
Forte do Negrito, Zona Balnear do Negrito: vista panorâmica.

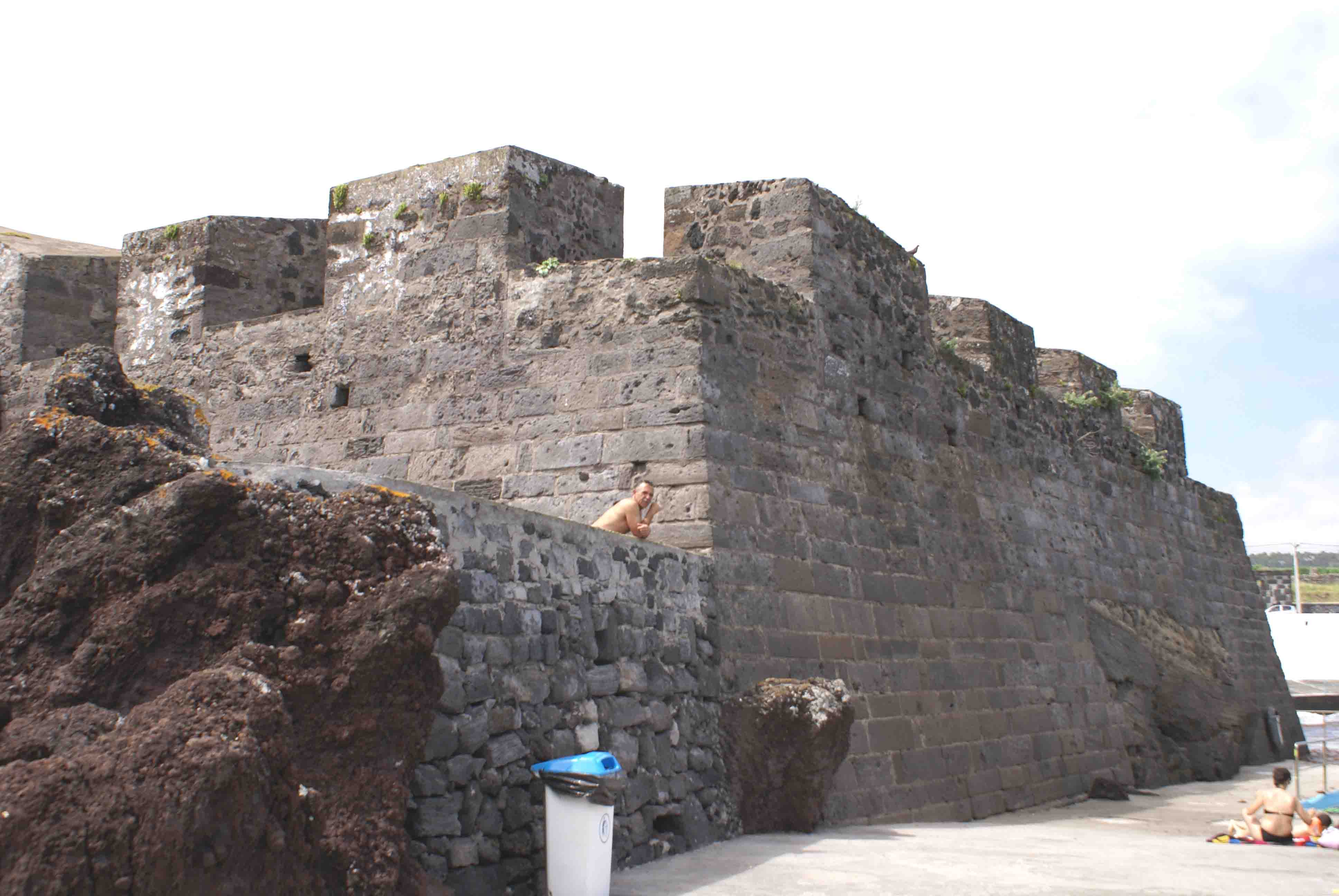
Forte do Negrito: frente.

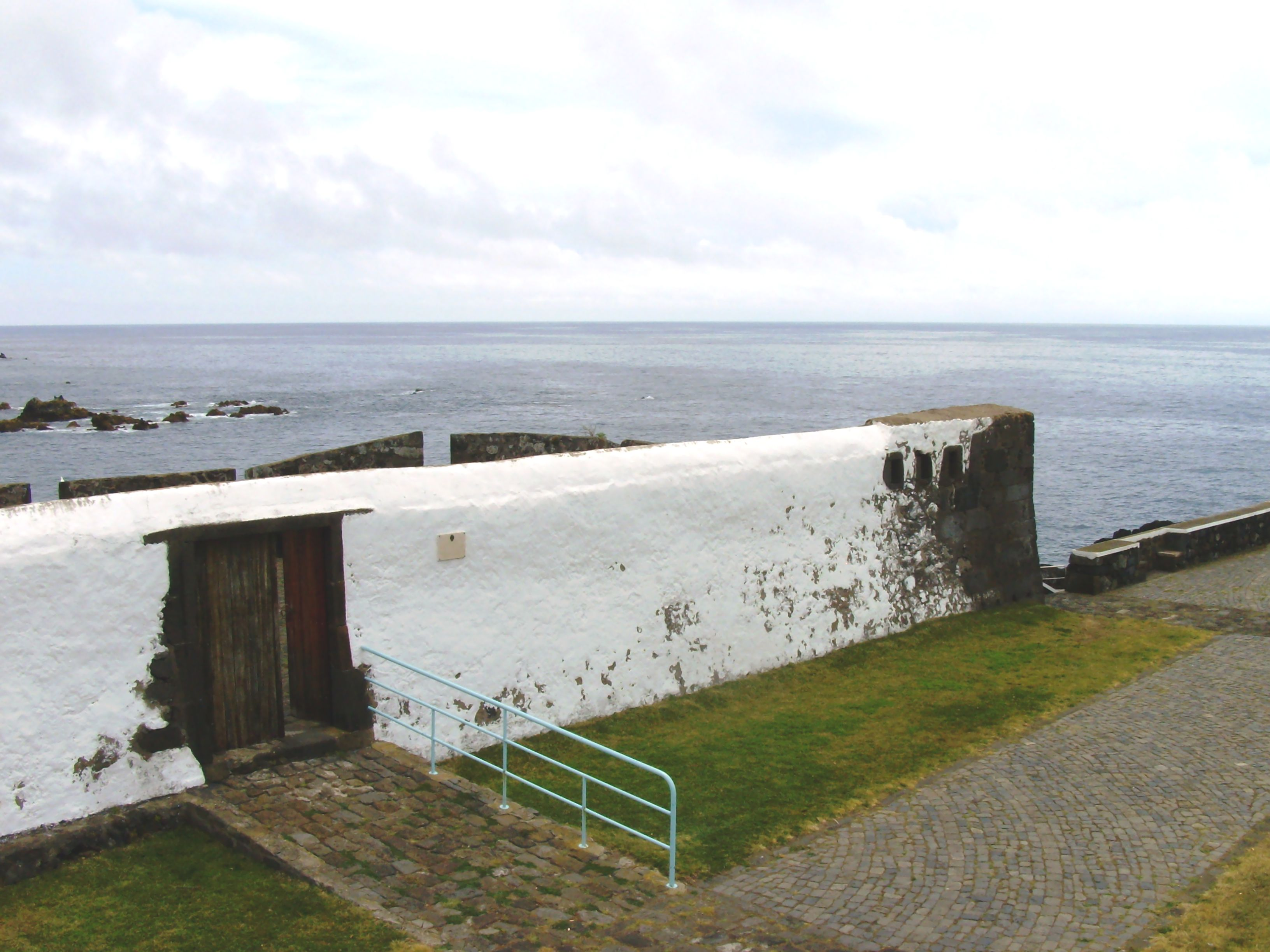
Forte do Negrito: portão de armas.

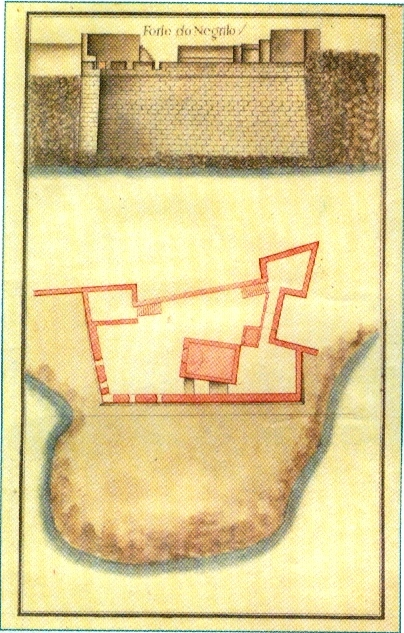
Forte do Negrito (José Rodrigo de Almeida, 1830, GEAEM).

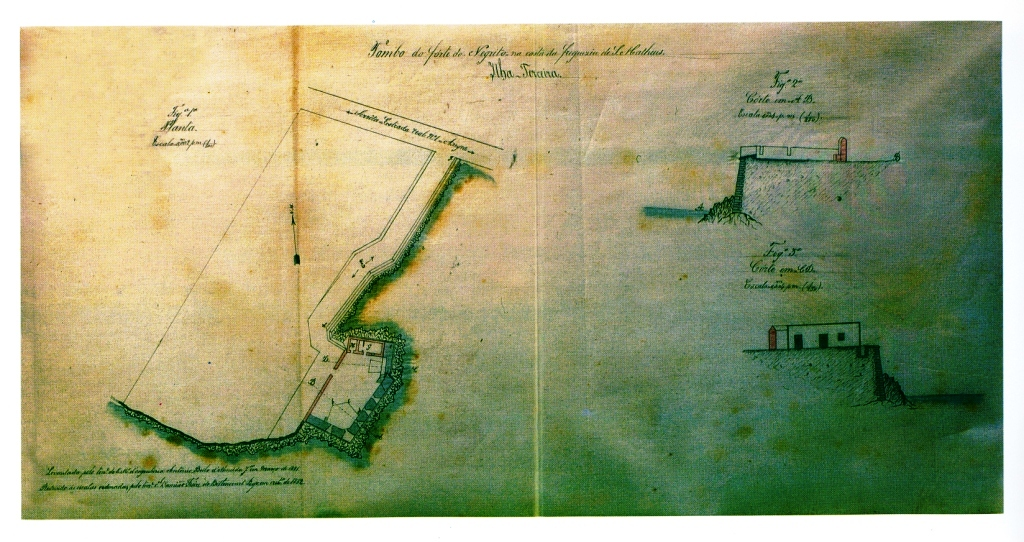
Planta do Forte do Negrito (Almeida Jr.; Damião Pego, 1881-1882).

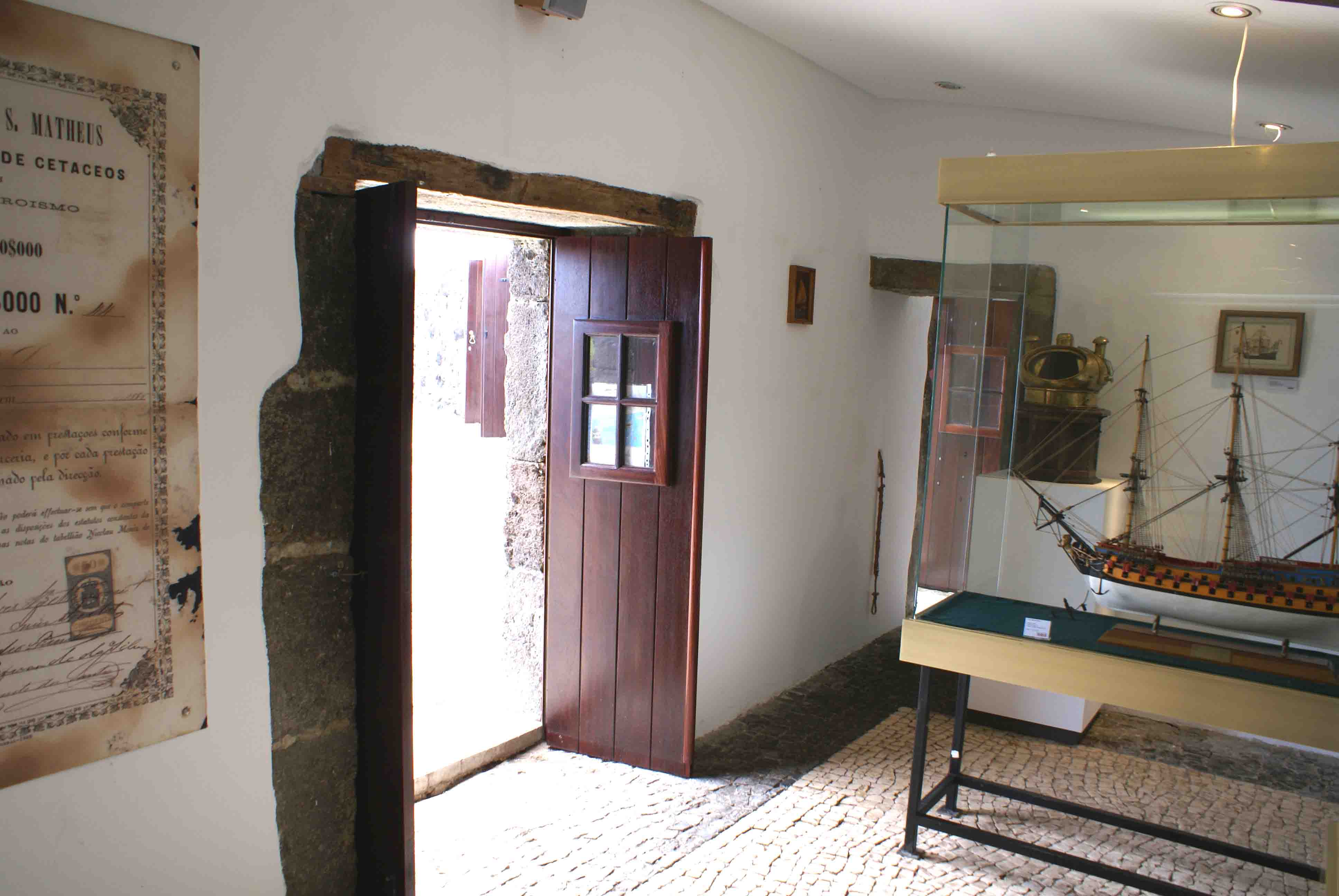
Museu do Forte do Negrito: vista interna.

O Forte do Negrito localiza-se na Zona Balnear do Negrito, na freguesia de São Mateus da Calheta, município de Angra do Heroísmo, na costa sul da ilha Terceira, nos Açores.
Em posição dominante sobre este trecho do litoral, última enseada a oeste de Angra com condições para se efetuar um desembarque, constituiu-se em uma fortificação destinada à defesa deste ancoradouro contra os ataques de piratas e corsários, outrora frequentes nesta região do oceano Atlântico. Cooperava com os demais fortes na mesma linha, nomeadamente o Forte da Igreja que lhe ficava mais próximo.

## História
Foi uma das fortificações erguidas na Terceira no contexto da crise de sucessão de 1580 pelo então corregedor dos Açores, Ciprião de Figueiredo e Vasconcelos, conforme o plano de defesa da ilha elaborado por Tommaso Benedetto em 1567, após o ataque do corsário francês Pierre Bertrand de Montluc ao Funchal (outubro de 1566), intentado e repelido em Angra no mesmo ano (1566):
"Não havia naquele tempo [Crise de sucessão de 1580] em toda a costa da ilha Terceira alguma fortaleza, excepto aquela de S. Sebastião, posto que em todas as cortinas do sul se tivessem feito alguns redutos e estâncias, nos lugares mais susceptíveis de desembarque inimigo, conforme a indicação e plano do engenheiro Tomás Benedito, que nesta diligência andou desde o ano de 1567, depois que, no antecedente de 1566, os franceses, comandados pelo terrível pirata Caldeira, barbaramente haviam saqueado a ilha da Madeira, e intentado fazer o mesmo nesta ilha, donde parece que foram repelidos à força das nossas armas." 
A seu respeito, DRUMMOND registou:
"Os mais fortes que Ciprião de Figueiredo mandou edificar nos lugares já de antes designados, são os seguintes: dentro na baía da cidade, entre a mencionada fortaleza de Santo António e o Porto Novo, edificou-se outro forte; correndo para o poente, onde se chama a Prainha, outro, e todos com artilharia, fechados, e de uns a outros iam muros com seus cordões, e corredores por dentro, e com boas portas para terra. Edificou-se mais adiante a fortaleza de São Mateus, o forte da Calheta, e o do Negrito; e dali até à Serreta fizeram-se trincheiras em poucos lugares, por ser costa mui brava."
As suas obras foram custeadas com o produto de impostos aumentados sobre mercadorias, géneros alimentícios, ancoragem de navios, e mais tarde, novos impostos sobre a fazenda dos habitantes da ilha, tendo a cidade de Angra contribuído com dez mil cruzados e a então vila da Praia com cinco mil.
No contexto da Guerra da Sucessão Espanhola (1702-1714) encontra-se referido como "O Fortim do Negrito." na relação "Fortificações nos Açores existentes em 1710".
Com a instalação da Capitania Geral dos Açores, o seu estado foi assim reportado em 1767:
"35º - Forte do Negrito. Precisa ser todo reformado de novo por estar muito arruinado; tem tres canhoneira e tres peças de ferro capazes, e os seus reparos bons: precisa para se guarnecer tres artilheiros e doze auxiliares."
Encontra-se referido como "30. Forte do Negrito da Calheta de S. Matheus" no relatório "Revista aos fortes que defendem a costa da ilha Terceira", do Ajudante de Ordens Manoel Correa Branco (1776), que lhe aponta os reparos necessários: "Este Forte careçe ser rachado, goarnecido, e rebucado, e careçe de todas as portas novas, e tambem perciza algua providencia a respeito do caminho, que singue o mesmo Forte, o qual se acha arruinado."
No contexto da Guerra Civil Portuguesa (1828-1834) voltou a revestir-se de importância estratégica, constando o seu alçado e planta, sob o nº 24, na "Colecção de Plantas e Alçados de 32 Fortalezas dos Açores, por Joze Rodrigo d'Almeida em 1830", atualmente no Gabinete de Estudos de Arquitetura e Engenharia Militar, em Lisboa.
A "Relação" do marechal de campo Barão de Bastos em 1862 informa:
"As muralhas pelo lado do mar precizão de algumas reparações; acha-se já aprovado o competente orçamento mas não tem sido posto em execução por falta de meios pecuniários."
E observa:
"Deve ser conservado pelo apoio que presta aos demais pontos fortificados; tem cinco canhoneiras e um barbete, um soffrivel alojamento, uma boa caza para palamenta e um paiol provizorio."
Serviu de armazém e habitação a pescadores de uma companhia baleeira.
No século XX, esteve guarnecido tanto durante a Primeira Guerra Mundial quando da Segunda. As últimas obras nele efectuadas pelo Exército Português datam de 1940, sob a orientação do Sargento Laranjeira e do Sargento Lima. Por iniciativa de Manuel Coelho Baptista de Lima, então presidente da Câmara Municipal de Angra, o Exército cedeu o forte à autarquia, para manutenção e aproveitamento cultural e turístico. Nele vivia, à época, uma viúva extremamente pobre, em instalações que não possuíam as mais elementares condições de salubridade e habitação.
Atualmente encontra-se requalificado como espaço cultural e museu, utilizado pela Junta de Freguesia de São Mateus da Calheta.
A partir de dezembro de 2011 passou a ser utilizado nas atividades de Geocaching.

## Características
A estrutura original seiscentista foi substancialmente alterada, nomeadamente no século XIX com a supressão de um baluarte voltado a terra (NO) e de um torreão na extremidade SO. De tipo abaluartado, apresenta planta no formato retangular, dispondo de uma plataforma lajeada com cinco canhoneiras. Quando do tombo de 1881, apresentava uma área construída de 505 metros quadrados.
Para defender a enseada que limita o forte do lado leste, a muralha foi retirada na extensão de onze metros e cortada ao nível da soleira das canhoneiras em toda a espessura, de modo a formar uma banqueta, com um pequeno fosso para abrigo da guarnição.
No interior do forte erguem-se duas pequenas casas de uma só água, a maior destinada a Casa da Guarda, e a outra, a Casa da Palamenta. Na muralha do lado leste, sem canhoneiras e onde se rasga a porta, poderá ter corrido um adarve para  fuzilaria. O caminho que ligava o forte à Estrada Nacional tinha, pelo lado do mar, uma banqueta para fuzilaria.